# استان آگریجنتو
استان آگریجنتو (به ایتالیایی: Provincia di Agrigento، به سیسیلی: Pruvincia di Girgenti) استانی در ناحیهٔ جزیرهٔ خودمختار سیسیل در ایتالیاست.

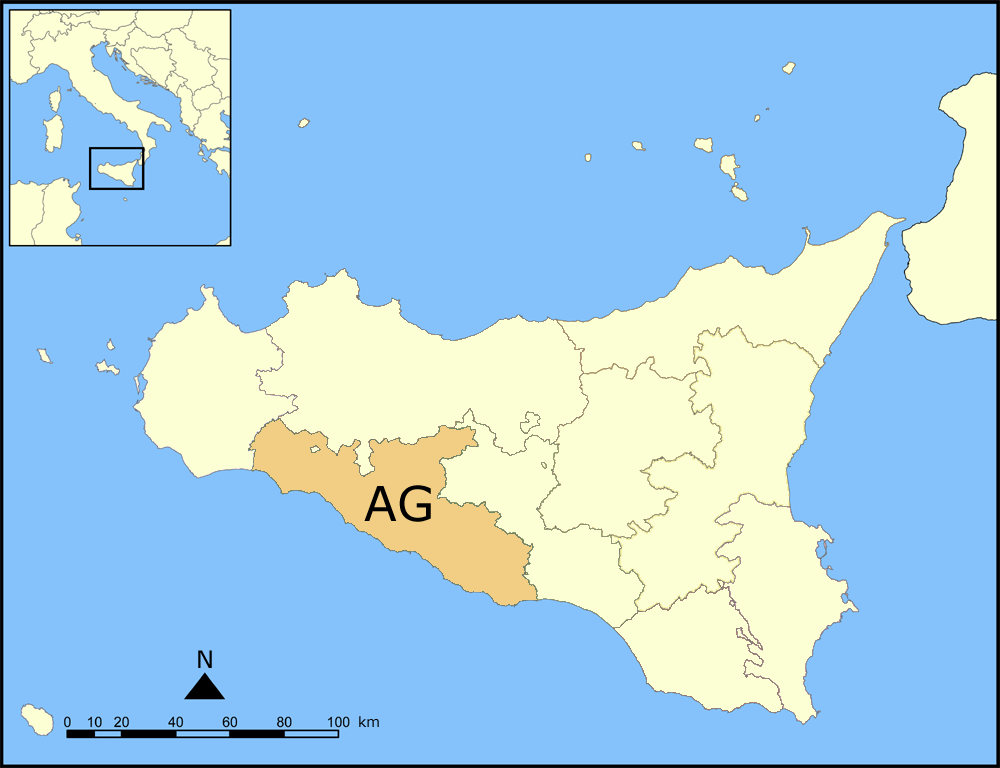
مکان استان آگریجنتو در سیسیل

وسعت آن ۳٬۰۴۲ کیلومتر مربع و جمعیت آن در سال ۲۰۰۹ برابر با ۴۵۴٬۳۷۰ نفر بوده است.
این استان دارای ۴۳ شهرستان یا کُمونِه (در جمع کُمونی) است و مرکز آن شهر آگریجنتو می‌باشد.
از دیگر شهرهای مهم استان آگریجنتو می‌توان به ژاکا، کانیکاتی، فاوارا، لیکاتا و پورتو ایمپیدوکلِه اشاره نمود.